# King's Acre Pippin (manzana)
King's Acre Pippin es una variedad cultivar de manzano (Malus domestica).
Variedad de manzana híbrido procedente del cruce Sturmer Pippin x Ribston Pippin. Registrado por vez primera en 1897. Introducido en los circuitos comerciales en 1899 por el vivero  "King's Acre Nurseries" en Hereford, Inglaterra. Recibió un Premio al Mérito de la Royal Horticultural Society en 1897. Las frutas tienen una pulpa firme, de textura gruesa y jugosa con un rico sabor aromático.

## Sinonimia
- "Cranston's",
- "Cranston's Pippin",
- "Ribston Pearmain".

## Historia
'King's Acre Pippin' es una variedad de manzana híbrido procedente del cruce como Parental-Madre de Sturmer Pippin y como Parental-Padre el polen procede de Ribston Pippin. Registrado por vez primera en 1897. Introducido en los circuitos comerciales en 1899 por el vivero  "King's Acre Nurseries" en Hereford, Inglaterra (Reino Unido). Recibió un Premio al Mérito de la Royal Horticultural Society en 1897.
'King's Acre Pippin' se cultiva en la National Fruit Collection con el número de accesión: 1957-184 y Accession name: King's Acre Pippin.

## Características
'King's Acre Pippin' tiene un tiempo de floración que comienza a partir del 7 de mayo con el 10% de floración, para el 12 de mayo tiene una floración completa (80%), y para el 19 de mayo tiene un 90% de caída de pétalos.
'King's Acre Pippin' tiene una talla de fruto medio a grande; forma amplia globoso cónica, altura 57.50mm y anchura 72.50mm; con nervaduras medias a fuertes; epidermis con color de fondo verde opaco que madura a amarillo, importancia del sobre color medio, con color del sobre color marrón rojizo , con sobre color patrón rayas enrojecidas en la cara expuesta al sol, "russeting" (pardeamiento áspero superficial que presentan algunas variedades) alto a muy alto; cáliz mediano a grande y parcialmente abierto, ubicado en un recipiente ancho y poco profundo; pedúnculo corto, delgado y se encuentra en una cavidad en forma de embudo de profundidad media; carne de color blanco verdoso, textura firme y gruesa. Sabor jugoso y muy aromático.
Su tiempo de recogida de cosecha se inicia a mediados de octubre. Se conserva bien durante dos meses en cámara frigorífica.

## Progenie
'King's Acre Pippin' es el Parental-Padre de la variedades cultivares de manzana:
- Woolbrook Russet

## Usos
Hace una muy buena manzana fresca de mesa.

## Ploidismo
Diploide, auto estéril. Grupo de polinización: D, Día 12.

## Susceptibilidades
Ligeramente susceptible a la sarna del manzano.